# Jean de Gaigneron
Marie Joseph Paul Jean de Gaigneron-Morin, né le 22 février 1890 à Paris et mort dans la même ville le 30 janvier 1976, est un peintre français.

## Biographie

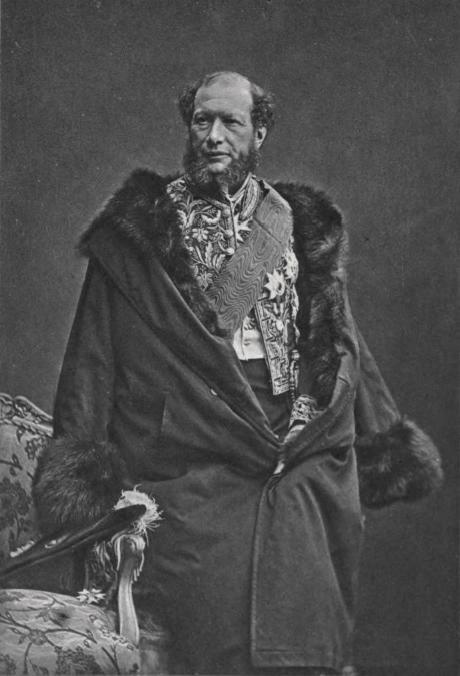
Élie de Gontaut-Biron, grand-père de Jean de Gaigneron

Le 22 février 1890, Jean de Gaigneron, le plus jeune fils du second mariage du vicomte Marie Paul Philippe Maxime de Gaigneron-Morin avec Agnès de Gontaut-Biron (fille d'Élie de Gontaut-Biron) voit le jour à Paris.
En 1908, il est élève à l'Académie Julian à Paris. En 1910, il devient l'élève d'Othon Friesz.

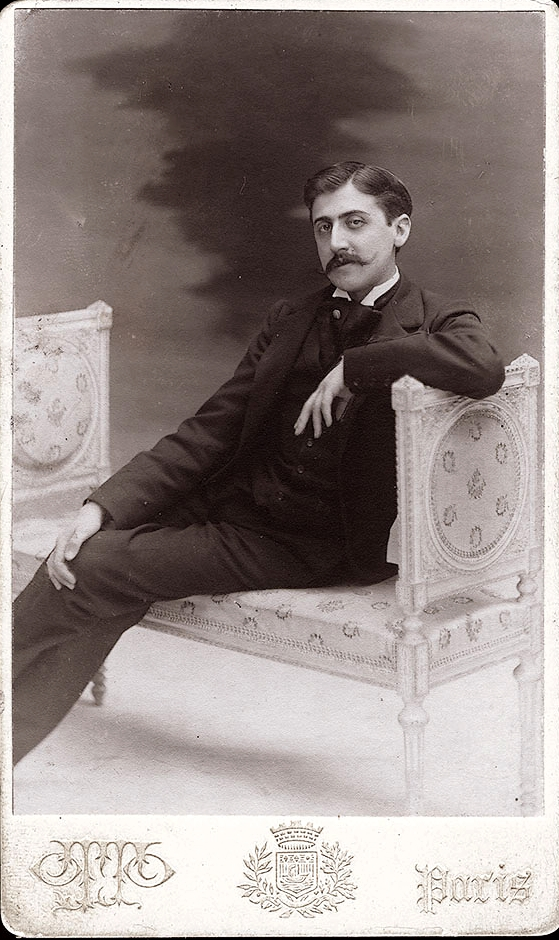
Marcel Proust

Il accomplit son service militaire du 10 octobre 1911 au 8 novembre 1913 et est libéré avec le grade de sergent. Rappelé le 2 aout 1914, il sera démobilisé le 2 aout 1919, ayant été blessé deux fois, la seconde fois en 1918 au Maroc. Pendant ce séjour marocain, il expose d'abord à la foire de Rabat en novembre 1917 (« ses portraits et ses paysages sont d'une jolie pâte » y observe-t-on), puis l'année suivante à l'hôtel Excelsior de Casablanca dans le cadre du concours agricole général du Maroc,.
De retour en France, il participe pour la première fois au Salon d'automne en 1919 – « il a rapporté du Maroc des compositions expressives, réalisées dans une manière sobre, d'une belle tenue » y remarque Émile Sedeyn – et reprend la peinture en recevant les conseils de Jacques-Émile Blanche, développant son goût du portrait et engageant avec ce dernier une longue et profonde amitié : la Fondation Custodia conserve les lettres écrites par Jacques-Émile Blanche à Jean de Gaigneron dont les dates vont de septembre 1915 à février 1942, ainsi qu'une photo du portrait qu'il en fit. 

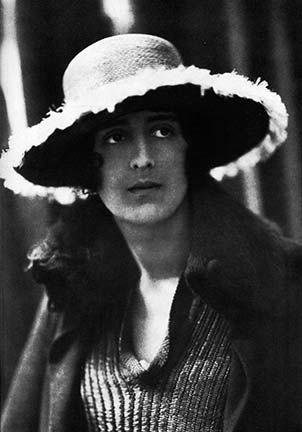
Vita Sackville-West

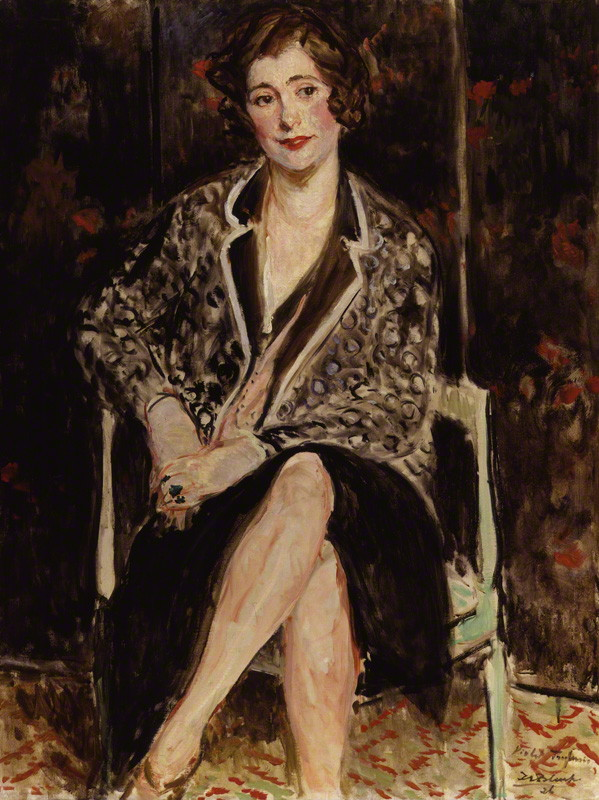
Violet Trefusis par Jacques-Émile Blanche

Pendant l'entre-deux-guerres Jean de Gaigneron fait partie de la société intellectuelle parisienne, comme l'énoncera sa présence dans les réceptions du Rapprochement intellectuel présidé par François-Charles d'Harcourt. Il est l'ami notamment de Marcel Proust (André Maurois, Guillaume Perrier et Jean-Yves Tadié, entre autres, évoquent la lettre fervente de celui-ci à Jean de Gaigneron à propos du mot « cathédrale » employé par l'artiste pour définir À la recherche du temps perdu), de François Mauriac (le Portrait de François Mauriac par Jean de Gaigneron demeurera dans la collection de l'écrivain jusqu'à ce que celui-ci en effectue la donation à la bibliothèque littéraire Jacques-Doucet), de Paul Morand ou de l'abbé Arthur Mugnier dont, estime Ghislain de Diesbach, le meilleur des portraits est celui qu'a brossé Jean de Gaigneron. En avril 1919, il fait la connaissance de sir Harold Nicolson et de son épouse Vita Sackville-West qu'il présente à Marcel Proust.
De 1928 à 1929, Jean de Gaigneron collabore à la revue de Louise Weiss L'Europe nouvelle dans laquelle il écrit des articles sur les expositions parisiennes, commentant notamment les œuvres de Maurice de Vlaminck, Hermine David, Henri Matisse ou Othon Friesz.
Durant l'année 1930, lors d'un séjour en Italie, il réside à Florence chez Violet Trefusis, proche de Vita Sackville-West, à la villa l'Ombrellino (it).
En 1932, il est nommé chevalier de la Légion d'honneur.
Mobilisé en 1939 quand éclate la Seconde Guerre mondiale, il est capitaine au 248e régiment d'infanterie et est fait prisonnier à Saint-Lô (Frontstalag 131) avant d'être déporté en Allemagne, puis libéré après l'armistice de 1940. Au Salon des Tuileries de 1944, il présente un Portrait de Francis Poulenc.
Il meurt à Paris le 30 janvier 1976. À l'Hôtel Drouot à Paris, la vente de ses collections et d'une partie de son atelier se déroule les 8 et 9 avril 1976, une autre vente de son atelier ayant lieu le 23 janvier 2019.
Son neveu Jean-René de Gaigneron étant également peintre, il existe une confusion sur l'attribution de certaines œuvres.

## Expositions
- 1917 : foire de Rabat, pavillon de Fès[3].
- 1918 : Casablanca, hôtel Excelsior[23].
- 1919 : Paris, Salon d'automne[6].
- 1920 : Paris, Salon de la Société nationale des beaux-arts, quatre portraits dont celui de la princesse Murat[24],[25].
- 1921 : Paris, Salon de la Société nationale des beaux-arts, portraits[26].
- 1922 : Paris, Salon d'automne, Portrait de femme assise[27].
- 1923-1924 : Paris, galerie Charpentier, exposition « Les dames d'aujourd'hui », Portrait de Mrs Thomson[28],[29].
- 1924 : Paris, Salon des indépendants, Portrait de François Mauriac[30].
- 1924 : Paris, Salon des Tuileries, Au Maroc, Portrait de femme, Nu, Nature morte de poissons[31].
- 1925 : Paris, Salon des indépendants, Portrait de Jacques-Émile Blanche[32].
- 1926 : Paris, Salon des Tuileries, Portrait de Madame Brabo[33].
- 1927 : Paris, Salon des Tuileries[34].
- 1928 : Paris, galerie Le Studio, du 21 juin au 12 juillet, exposition personnelle[35],[36].
- décembre 1931 : Paris, galerie Aubry.
- novembre 1932 : Paris, galerie Cardo, Visions de Grèce.
- 1934 : Paris, Salon des Tuileries, Portrait du chanoine Mugnier[37].
- 1935 : Paris, galerie Bonjean, peintures, dont Portrait de la vicomtesse de Contades[38],[39].
- 1937 : Paris, Exposition internationale des arts et des techniques dans la vie moderne (Classe 27, peinture)[40].
- 1945 : Paris, galerie Charpentier, Paysages de France exposition au profit du service social de la Division Leclerc[41].
- 1947 : Paris, galerie Charpentier, exposition personnelle.
- 1968 : Paris, bibliothèque littéraire Jacques-Doucet, Exposition François Mauriac[13].
- Octobre 2014 - mars 2015 : Venise, palazzo Fortuny, La divina marchesa : art et vie de Luisa Casati de la Belle Époque aux Années folles[42].

## Réception critique et témoignages

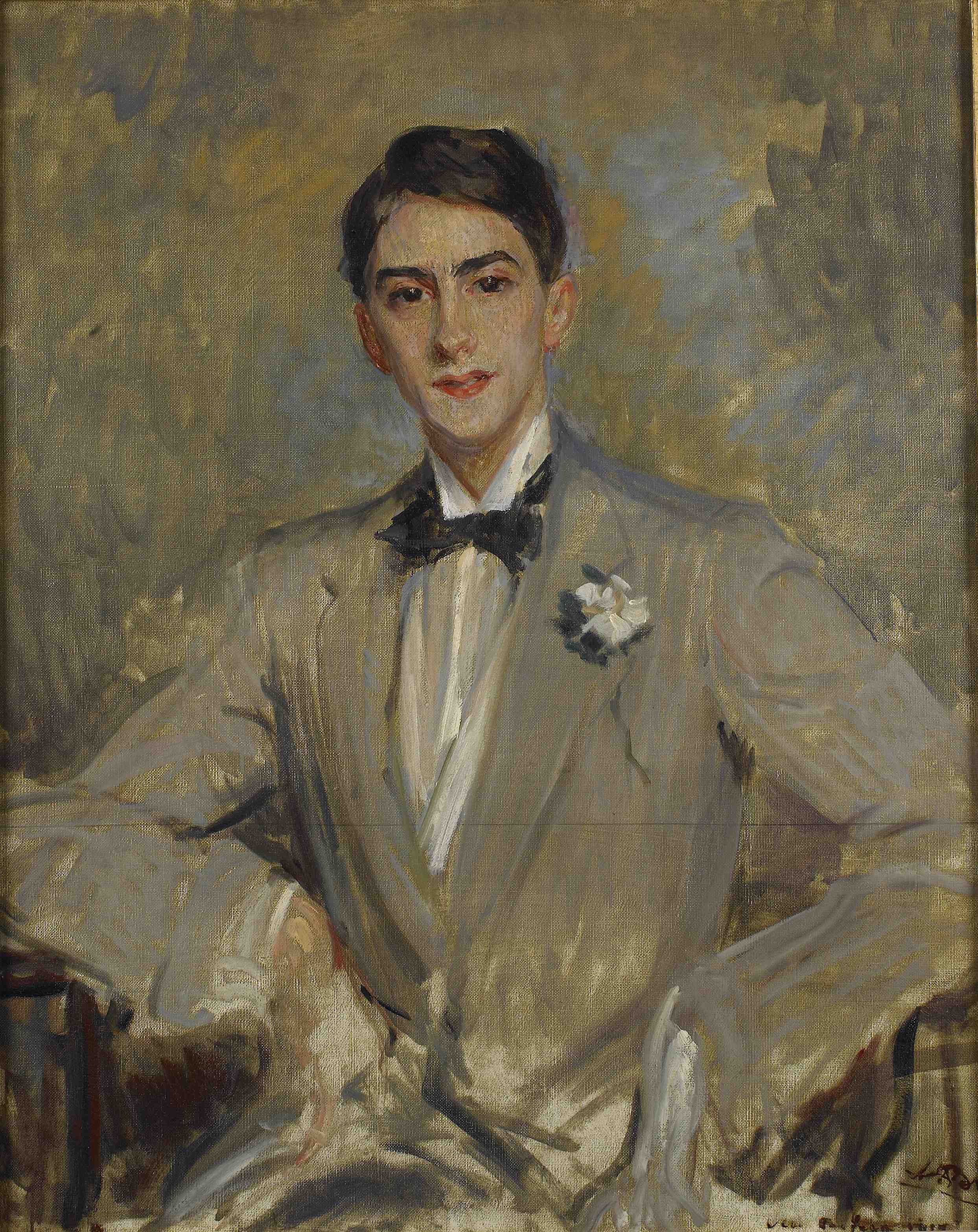
Jean Cocteau par Jacques-Émile Blanche

- « Quand Jean Cocteau disait du portrait de la princesse Murat, par Gaigneron, que le Louvre est tapissé d'ouvrages de ce genre-là, j'ignore quelle était son intention - bienveillante ou non ? Mais Cocteau accordait le plus grand éloge à Gaigneron qui, à peu près seul, aujourd'hui, dans sa génération, possède l'ingénuité "authentique", l'honnêteté froide et nue, l'une des meilleures qualités du portraitiste si celui-ci sait, de plus, peindre et construire une figure. » - Jacques-Émile Blanche[24]
- « Jean de Gaigneron expose portraits, fleurs et paysages. Plutôt que certaines œuvres où le souci de perfection glisse vers le souci du joli, on préfère les études plus directes : paysages simples, où la lumière se compose par son jeu avec les ombres, - portraits, de femmes surtout, où est caractérisé l'essentiel des traits et de l'attitude. La part la meilleure, ce sont encore les natures mortes, bouquets de fleurs isolés, où passe parfois un souvenir de l'art de Manet. » - Léonard Beck[39]
- « Jean de Gaigneron entreprend mon portrait. Semblant, quant au train de vie, réduit aux miettes du prodigieux gâteau dont s'empiffrèrent ses ancêtres durant nombre de siècles, cet aristocrate de qualité possède un assez joli talent de peu d'ampleur ; sensible et sans griffre, n'ayant d'ailleurs aucune prétention supérieure à son mérite, il souffre néanmoins d'être considéré comme un dilettante doué mais qu'on ne prend guère au sérieux. Au 2, Rue Séguier, son appartement, qui repose sur la très académique Librairie Perrin, contient quelques restes d'une splendeur passée. Tout cela ne va pas sans une poignante mélancolie. Au mur, son portrait, jeune, par Jacques-Émile Blanche. Il me confie mal supporter une solitude qui lui pèse tout particulièrement au retour des mondanités nocturnes qui le laissent avec lui-même... Nous interrompons l'ébauche par un déjeuner d'étudiants qu'avait préparé la femme de ménage et que réchauffe lui-même cet homme allié à des familles régnantes... Oncle, cousin ou neveu des porteurs des plus grands noms de France, il n'en fait aucun étalage. Vraiment un charmant homme. » - Michel Ciry[43]

## Œuvres référencées

### Livre
- Carnets de guerre de Roger Accaries, Portrait du sous-lieutenant Roger Accaries, 1915[44].

### Collections publiques
- Paris :

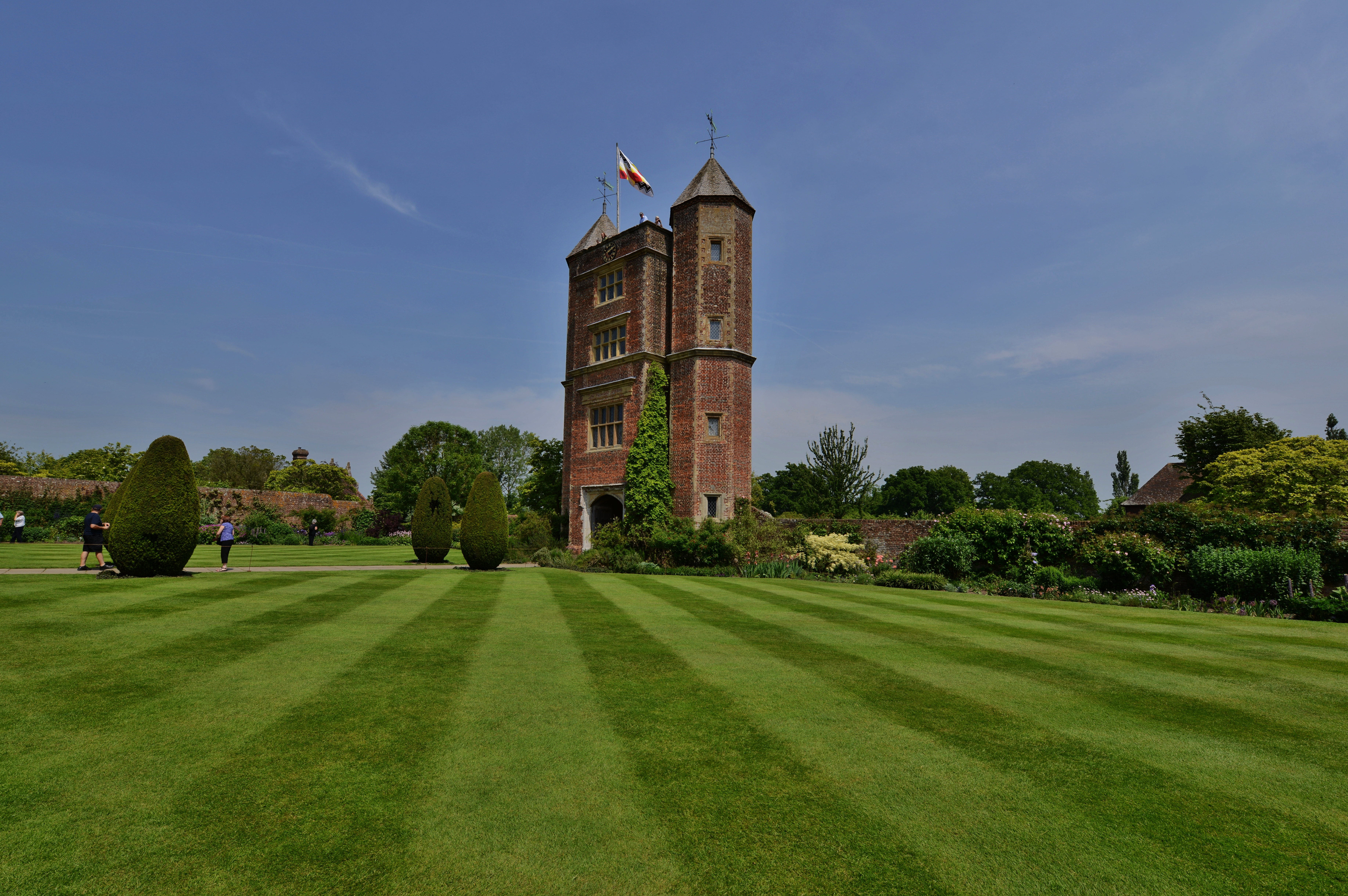
Le château de Sissinghurst appartint à Harold Nicolson (aujourd'hui propriété National Trust)

  - bibliothèque littéraire Jacques-Doucet, Portrait de François Mauriac[13], donation François Mauriac.
  - bibliothèque-musée de l'Opéra : Portrait de Francis Poulenc, 1944.
  - musée Carnavalet : Portrait de la comtesse Anna de Noailles, née Brancovan (1876-1933), poétesse (1915), huile sur toile, 81 × 65 cm[45]
- château de Sissinghurst, National Trust : Portrait de Benedict Nicolson enfant, 1920.
- La Nouvelle-Orléans, musée d'art de La Nouvelle-Orléans : Portrait de Speed Lamkin (en), 1948.
- New York, Brooklyn Museum :
  - Nature morte, don Felix Wildenstein en 1921 ;
  - Rues de Fez, don A. Borders en 1922.
- Marrakech, The Orientalist Museum of Marrakech, Portrait du Sultan Moulay Youssef (arrière grand-père du Roi Mohammed VI), 1926.

### Collections privées
- Collection Lucile Audouy (nl), Portrait de Luisa Casati[46].
- Localisation inconnue : Portrait de la baronne de Cabrol, 1946[47].

### Fonds d'archives
- bibliothèque historique de la ville de Paris, fonds d'archives Jean de Gaigneron, lettres et autographes, cinquante-deux feuillets (descriptif en ligne).